# Žuto drvo (Rutaceae)
Žuto drvo (lat. Zanthoxylum), rod listopadnih ili vazdazelenih grmova i drveća iz porodice Rutaceae. Pripada mu preko 220 vrsta

## Vrste
1. Zanthoxylum acanthopodium DC.
2. Zanthoxylum aculeatissimum Engl.
3. Zanthoxylum acuminatum (Sw.) Sw.
4. Zanthoxylum ailanthoides Siebold & Zucc.
5. Zanthoxylum albiflorum Baker f.
6. Zanthoxylum albuquerquei D.R.Simpson
7. Zanthoxylum amamiense Ohwi
8. Zanthoxylum amapaense (Albuq.) P.G.Waterman
9. Zanthoxylum americanum Mill.
10. Zanthoxylum amplicalyx Reynel
11. Zanthoxylum anadenium (Urb. & Ekman) J.Jiménez Alm.
12. Zanthoxylum andamanicum Kurz
13. Zanthoxylum andinum Reynel
14. Zanthoxylum anison L.O.Williams
15. Zanthoxylum anthyllidifolium Guillaumin
16. Zanthoxylum apiculatum (Sandwith) P.G.Waterman
17. Zanthoxylum arborescens Rose
18. Zanthoxylum armatum DC.
19. Zanthoxylum asiaticum (L.) Appelhans, Groppo & J.Wen
20. Zanthoxylum atchoum (Aké Assi) P.G.Waterman
21. Zanthoxylum austrosinense C.C.Huang
22. Zanthoxylum avicennae (Lam.) DC.
23. Zanthoxylum backeri (Bakh.f.) T.G.Hartley
24. Zanthoxylum bajarnandia Wall. ex Hook.f.
25. Zanthoxylum beecheyanum K.Koch
26. Zanthoxylum bifoliolatum Leonard
27. Zanthoxylum bissei Beurton
28. Zanthoxylum bonifaziae Cornejo & Reynel
29. Zanthoxylum bouetense (Pierre ex Letouzey) P.G.Waterman
30. Zanthoxylum brachyacanthum F.Muell.
31. Zanthoxylum brisasanum (Cuatrec.) P.G.Waterman
32. Zanthoxylum brisoferox Reynel
33. Zanthoxylum buesgenii (Engl.) P.G.Waterman
34. Zanthoxylum bungeanum Maxim.
35. Zanthoxylum burkillianum Babu
36. Zanthoxylum calcicola C.C.Huang
37. Zanthoxylum campicola Reynel
38. Zanthoxylum canalense (Guillaumin) P.G.Waterman
39. Zanthoxylum capense (Thunb.) Harv.
40. Zanthoxylum caribaeum Lam.
41. Zanthoxylum caudatum Alston
42. Zanthoxylum celebicum Koord.
43. Zanthoxylum chalybeum Engl.
44. Zanthoxylum chevalieri P.G.Waterman
45. Zanthoxylum chocoense Reynel
46. Zanthoxylum chuquisaquense Reynel
47. Zanthoxylum ciliatum Engl.
48. Zanthoxylum claessensii (De Wild.) P.G.Waterman
49. Zanthoxylum clava-herculis L.
50. Zanthoxylum coco Gillies ex Hook. & Arn.
51. Zanthoxylum collinsiae Craib
52. Zanthoxylum comosum (Herzog) P.G.Waterman
53. Zanthoxylum compactum (Huber ex Albuq.) P.G.Waterman
54. Zanthoxylum conspersipunctatum Merr. & L.M.Perry
55. Zanthoxylum cucullatipetalum Guillaumin
56. Zanthoxylum davyi (I.Verd.) P.G.Waterman
57. Zanthoxylum decaryi H.Perrier
58. Zanthoxylum delagoense P.G.Waterman
59. Zanthoxylum deremense (Engl.) Kokwaro
60. Zanthoxylum dimorphophyllum Hemsl.
61. Zanthoxylum dinklagei (Engl.) P.G.Waterman
62. Zanthoxylum dipetalum H.Mann
63. Zanthoxylum dissitum Hemsl.
64. Zanthoxylum djalma-batistae (Albuq.) P.G.Waterman
65. Zanthoxylum domingense (Krug & Urb.) J.Jiménez Alm.
66. Zanthoxylum dumosum A.Rich.
67. Zanthoxylum echinocarpum Hemsl.
68. Zanthoxylum ekmanii (Urb.) Alain
69. Zanthoxylum eliasii D.M.Porter
70. Zanthoxylum esquirolii H.Lév.
71. Zanthoxylum fagara (L.) Sarg.
72. Zanthoxylum fauriei (Nakai) Ohwi
73. Zanthoxylum finlaysonianum Wall.
74. Zanthoxylum flavum Vahl
75. Zanthoxylum foliolosum Donn.Sm.
76. Zanthoxylum forbesii T.G.Hartley
77. Zanthoxylum formiciferum (Cuatrec.) P.G.Waterman
78. Zanthoxylum gardneri Engl.
79. Zanthoxylum gentryi Reynel
80. Zanthoxylum gillespieanum (A.C.Sm.) A.C.Sm.
81. Zanthoxylum gilletii (De Wild.) P.G.Waterman
82. Zanthoxylum glomeratum C.C.Huang
83. Zanthoxylum grandifolium Tul.
84. Zanthoxylum haitiense (Urb.) J.Jiménez Alm.
85. Zanthoxylum hamadryadicum Pirani
86. Zanthoxylum harrisii P.Wilson
87. Zanthoxylum hartii (Krug & Urb.) P.Wilson
88. Zanthoxylum hawaiiense Hillebr.
89. Zanthoxylum heitzii (Aubrév. & Pellegr.) P.G.Waterman
90. Zanthoxylum heterophyllum (Lam.) Sm.
91. Zanthoxylum holtzianum (Engl.) P.G.Waterman
92. Zanthoxylum huberi P.G.Waterman
93. Zanthoxylum humile (E.A.Bruce) P.G.Waterman
94. Zanthoxylum impressinervium Reynel
95. Zanthoxylum impressocordatum Reynel
96. Zanthoxylum integrifoliolum (Merr.) Merr.
97. Zanthoxylum iwahigense Elmer
98. Zanthoxylum jamaicense P.Wilson
99. Zanthoxylum kauaense A.Gray
100. Zanthoxylum khasianum Hook.f.
101. Zanthoxylum kleinii (R.S.Cowan) P.G.Waterman
102. Zanthoxylum kwangsiense (Hand.-Mazz.) Chun ex C.C.Huang
103. Zanthoxylum laetum Drake
104. Zanthoxylum laurentii (De Wild.) P.G.Waterman
105. Zanthoxylum leiboicum C.C.Huang
106. Zanthoxylum lemairei (De Wild.) P.G.Waterman
107. Zanthoxylum lenticellosum (Urb. & Ekman) J.Jiménez Alm.
108. Zanthoxylum lenticulare Reynel
109. Zanthoxylum lepidopteriphilum Reynel
110. Zanthoxylum leprieurii Guill. & Perr.
111. Zanthoxylum leratii Guillaumin
112. Zanthoxylum liboense C.C.Huang
113. Zanthoxylum limoncello Planch. & Oerst.
114. Zanthoxylum lindense (Engl.) Kokwaro
115. Zanthoxylum macranthum (Hand.-Mazz.) C.C.Huang
116. Zanthoxylum madagascariense Baker
117. Zanthoxylum magnifasciculatum Reynel
118. Zanthoxylum magnifructum Reynel
119. Zanthoxylum mananarense H.Perrier
120. Zanthoxylum mantaro (J.F.Macbr.) J.F.Macbr.
121. Zanthoxylum maranionense Reynel
122. Zanthoxylum martinicense (Lam.) DC.
123. Zanthoxylum mauriifolium Reynel
124. Zanthoxylum mayu Bertero
125. Zanthoxylum megistophyllum (B.L.Burtt) T.G.Hartley
126. Zanthoxylum melanostictum Schltdl. & Cham.
127. Zanthoxylum mezoneurispinosum (Aké Assi) W.D.Hawth.
128. Zanthoxylum micranthum Hemsl.
129. Zanthoxylum mildbraedii (Engl.) P.G.Waterman
130. Zanthoxylum minahassae Koord.
131. Zanthoxylum molle Rehder
132. Zanthoxylum mollissimum (Engl.) P.Wilson
133. Zanthoxylum monogynum A.St.-Hil.
134. Zanthoxylum motuoense C.C.Huang
135. Zanthoxylum multijugum Franch.
136. Zanthoxylum myriacanthum Wall. ex Hook.f.
137. Zanthoxylum myrianthum (A.C.Sm.) P.G.Waterman
138. Zanthoxylum nadeaudii Drake
139. Zanthoxylum nashii P.Wilson
140. Zanthoxylum nebuletorum (Herzog) P.G.Waterman
141. Zanthoxylum nemorale Mart.
142. Zanthoxylum neocaledonicum Baker f.
143. Zanthoxylum nigrum Mart.
144. Zanthoxylum nitidum (Roxb.) DC.
145. Zanthoxylum novoguineense T.G.Hartley
146. Zanthoxylum oahuense Hillebr.
147. Zanthoxylum oreophilum (Guillaumin) P.G.Waterman
148. Zanthoxylum ovalifolium Wight
149. Zanthoxylum ovatifoliolatum (Engl.) Finkelstein
150. Zanthoxylum oxyphyllum Edgew.
151. Zanthoxylum panamense P.Wilson
152. Zanthoxylum pancheri P.S.Green
153. Zanthoxylum paniculatum Balf.f.
154. Zanthoxylum paracanthum (Mildbr.) Kokwaro
155. Zanthoxylum paulae (Albuq.) P.G.Waterman
156. Zanthoxylum pentandrum (Aubl.) R.A.Howard
157. Zanthoxylum petenense Lundell
158. Zanthoxylum petiolare A.St.-Hil. & Tul.
159. Zanthoxylum phyllopterum (Griseb.) C.Wright
160. Zanthoxylum piasezkii Maxim.
161. Zanthoxylum pilosiusculum (Engl.) P.G.Waterman
162. Zanthoxylum pilosulum Rehder & E.H.Wilson
163. Zanthoxylum pimpinelloides (Lam.) DC.
164. Zanthoxylum pinnatum (J.R.Forst. & G.Forst.) W.R.B.Oliv.
165. Zanthoxylum piperitum (L.) DC.
166. Zanthoxylum pluviatile T.G.Hartley
167. Zanthoxylum poggei (Engl.) P.G.Waterman
168. Zanthoxylum psammophilum (Aké Assi) P.G.Waterman
169. Zanthoxylum pseudoxyphyllum Babu
170. Zanthoxylum pteracanthum Rehder & E.H.Wilson
171. Zanthoxylum pucro D.M Porter
172. Zanthoxylum punctatum Vahl
173. Zanthoxylum quassiifolium (Donn.Sm.) Standl. & Steyerm.
174. Zanthoxylum quinduense Tul.
175. Zanthoxylum renieri (G.C.C.Gilbert) P.G.Waterman
176. Zanthoxylum retroflexum T.G.Hartley
177. Zanthoxylum retusum (Albuq.) P.G.Waterman
178. Zanthoxylum rhetsa (Roxb.) DC.
179. Zanthoxylum rhodoxylon (Urb.) P.Wilson
180. Zanthoxylum rhoifolium Lam.
181. Zanthoxylum rhombifoliolatum C.C.Huang
182. Zanthoxylum riedelianum Engl.
183. Zanthoxylum rigidum Humb. & Bonpl. ex Willd.
184. Zanthoxylum rubescens Planch. ex Hook.
185. Zanthoxylum sambucirhachis Reynel
186. Zanthoxylum sarasinii Guillaumin
187. Zanthoxylum scandens Blume
188. Zanthoxylum schinifolium Siebold & Zucc.
189. Zanthoxylum schlechteri Guillaumin
190. Zanthoxylum schreberi (J.F.Gmel.) Reynel ex C.Nelson
191. Zanthoxylum setulosum P.Wilson
192. Zanthoxylum simulans Hance
193. Zanthoxylum spinosum (Sw.) Sw.
194. Zanthoxylum sprucei Engl.
195. Zanthoxylum stelligerum Turcz.
196. Zanthoxylum stenophyllum Hemsl.
197. Zanthoxylum subspicatum H.Perrier
198. Zanthoxylum syncarpum (Tul.) Tul. ex B.D.Jacks.
199. Zanthoxylum taediosum A.Rich.
200. Zanthoxylum tambopatense Reynel
201. Zanthoxylum tetraphyllum (Urb. & Ekman) J.Jiménez Alm.
202. Zanthoxylum tetraspermum Wight & Arn.
203. Zanthoxylum thomense (Engl.) A.Chev. ex P.G.Waterman
204. Zanthoxylum thorncroftii (I.Verd.) P.G.Waterman
205. Zanthoxylum thouvenotii H.Perrier
206. Zanthoxylum tidorense Miq.
207. Zanthoxylum timoriense Span.
208. Zanthoxylum tingana Reynel
209. Zanthoxylum tingoassuiba A.St.-Hil.
210. Zanthoxylum tomentellum Hook.f.
211. Zanthoxylum tragodes (L.) DC.
212. Zanthoxylum trijugum (Dunkley) P.G.Waterman
213. Zanthoxylum tsihanimposa H.Perrier
214. Zanthoxylum undulatifolium Hemsl.
215. Zanthoxylum unifoliolatum Groppo & Pirani
216. Zanthoxylum usambarense (Engl.) Kokwaro
217. Zanthoxylum usitatum Pierre ex Laness.
218. Zanthoxylum venosum Leonard
219. Zanthoxylum verrucosum (Cuatrec.) P.G.Waterman
220. Zanthoxylum vinkii T.G.Hartley
221. Zanthoxylum viride (A.Chev.) P.G.Waterman
222. Zanthoxylum vitiense A.C.Sm.
223. Zanthoxylum wutaiense I.S.Chen
224. Zanthoxylum xichouense C.C.Huang
225. Zanthoxylum yakumontanum (Sugim.) Nagam.
226. Zanthoxylum yuanjiangensis C.C.Huang
227. Zanthoxylum zanthoxyloides (Lam.) Zepern. & Timler